# 柴井乡
柴井乡，是中华人民共和国四川省南充市仪陇县下辖的一个乡镇级行政单位。

## 行政区划
柴井乡下辖以下地区：
金燕社区、严家庙村、古楼营村、宁宝村、狮子头村、三溪口村、碑垭口村、八景营村、太平庙村、李家合村、尖山坝村、蔡家坝村、张爷庙村、肖家沟村、空树垭村、姚家湾村、黄氏祠村和赵家坝村。